# Thorsten Stuckmann
Thorsten Stuckmann (* 17. März 1981 in Gütersloh) ist ein ehemaliger deutscher Fußballtorwart.

## Karriere
Stuckmann erlernte den Beruf des Elektroinstallateurs. Seine ersten Stationen als Profifußballer waren Preußen Münster (2000–2003) und Eintracht Braunschweig (2003–2007).
2006 wurde er vom NFV zu „Niedersachsens Fußballer des Jahres“ gekürt.
Außerdem wurde er in den Spielzeiten 2004/05, 2005/06 und 2006/07 bei offiziellen Umfragen zum Publikumsliebling der Braunschweiger Eintracht gewählt.
In der Saison 2007/08 wechselte Thorsten Stuckmann zu Alemannia Aachen. Sein Einstand verlief nicht sonderlich glücklich, da er am letzten Hinrundenspieltag im Auswärtsspiel bei TuS Koblenz nach einem Foul an Fatmir Vata mit Rot vom Platz gestellt wurde. Seit dem 20. Spieltag jener Saison war er aber Stammtorhüter der Alemannen. Am 15. April 2009 gab Thorsten Stuckmann bekannt, dass er seinen Vertrag bei Alemannia Aachen bis 2011 verlängert hat. In der Saison 2010/11 wurde er allerdings als Stammtorhüter durch David Hohs ersetzt und erhielt am Saisonende keinen neuen Vertrag.
Bei Preston North End unterschrieb Stuckmann im November 2011 nach der Verletzung von Stammtorhüter Iain Turner einen Vertrag, der zunächst bis zum Ende des Monats lief. Nach guten Leistungen und nur fünf Gegentoren in neun Spielen wurde Stuckmann ein Vertrag über achtzehn Monate bis zum Juni 2013 angeboten, den er sofort unterschrieb. Im Juni 2013 band er sich für zwei weitere Jahre an den Verein. Mit North End erreichte Stuckmann in der Saison 2014/15 die Play-off-Spiele der Football League One. Im Finalspiel der Playoffs, das im Wembley-Stadion gegen Swindon Town mit 4:0 gewonnen wurde, saß Stuckmann auf der Ersatzbank. Nachdem er zu Beginn der Spielzeit 2014/15 Stammtorhüter war und 16-mal zum Einsatz gekommen war, verlor er diesen Platz im weiteren Saisonverlauf an Sam Johnstone, der 23-mal spielte, und Jamie Jones, der 17 Einsätze absolvierte. Unter Teammanager Simon Grayson diente Stuckmann als Pokal-Torhüter von Preston und erreichte mit diesem die fünfte Hauptrunde des FA Cup 2014/15, in der das Team gegen Manchester United verlor.
Im Juni 2015 unterschrieb Stuckmann einen Zweijahresvertrag bei den Doncaster Rovers in der Football League One. Mit den Rovers stieg Stuckmann am Ende der Saison 2015/16 in die vierte Liga ab. Stuckmann spielte dabei in 36 von 46 möglichen Ligapartien. Nach dem Abstieg wurde der Vertrag aufgelöst.
Im September 2016 unterschrieb er einen Vertrag bis Januar 2017 beim schottischen Erstligisten Partick Thistle. Sein Debüt gab er für den Verein am 26. Oktober 2016 gegen den FC Dundee, als er für den verletzten Ryan Scully eingewechselt wurde. Zuletzt stand Stuckmann beim FC Chesterfield in der englischen League Two unter Vertrag. Anschließend wurde er nach kurzer Vereinslosigkeit vom deutschen Verein Fortuna Düsseldorf für die zweite Mannschaft, die in der Regionalliga West spielt, verpflichtet. Friedhelm Funkel berief Stuckmann schließlich in den Profikader. Er stieg mit der Fortuna als Zweitligameister in die Erste Bundesliga auf. Aufgrund einer Verletzung beendete er seine Karriere in Düsseldorf. 
Ab April 2020 war Stuckmann Teambetreuer bei der Vereinigung der Vertragsfußballspieler. Weiterhin ist er als Co-Kommentator von Bundesligaspielen im englischsprachigen Fernsehen tätig. Seit 2023 arbeitet er als Torwart-Scout bei Erstligist Eintracht Frankfurt.

## Bemerkenswertes
Stuckmann war 2015 im Spielerrat der Spielergewerkschaft Vereinigung der Vertragsfußballspieler (VdV).